# Kopfschlächter

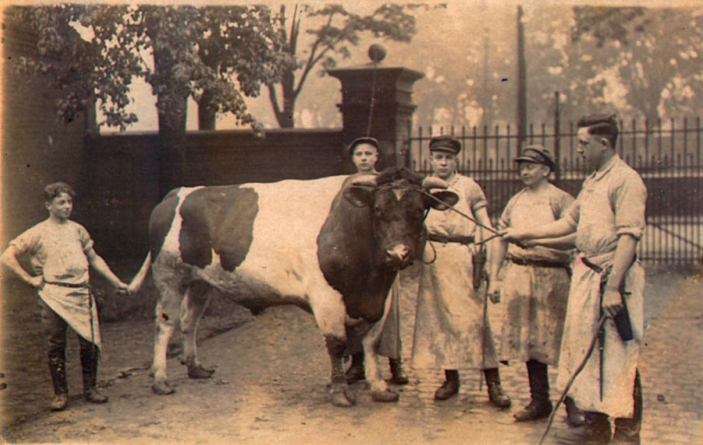
Kopfschlächterkolonne am Schlachthof in Soest, Westfalen (um 1900)

Ein Kopfschlächter schlachtet und zerlegt Nutztiere wie Rinder oder Schweine. Kopfschlächter arbeiten meist auf Schlachthöfen. Der Verdienst berechnet sich nach der Anzahl der Köpfe von geschlachteten Tieren.
Zunächst treiben Kopfschlächter die Tiere ein, betäuben sie, hängen sie auf und durchtrennen die Hauptschlagadern. Anschließend folgt die Zerlegung, wobei der Kopfschlächter bestimmte Körperteile sowie die Innereien der Tiere entfernt und sie maschinell enthäutet.